# Francisco Lanzagorta
Francisco Lanzagorta Inchaurregui (Real de Catorce; 1791 - Chihuahua; 11 de mayo de 1811) fue un militar novohispano que participó con los insurgentes durante la guerra de independencia de México.

## Trayectoria
Lanzagorta era teniente de Dragones de San Miguel cuando se integró a los insurgentes en las juntas de Querétaro a instancia de Ignacio Allende. Tuvo parte en la insurrección de la ciudad de San Luis Potosí junto con Luis de Herrera, pero fue aprehendido por órdenes de Félix María Calleja el 18 de septiembre de 1810, fue encarcelado en el convento de San Juan de Dios. El 25 de octubre, cuando Calleja partió de San Luis para pereseguir a los insurgentes dirigidos por Miguel Hidalgo e Ignacio Allende, la revolución en San Luis comenzó a organizarse de nuevo.
El 10 de noviembre, Rafael Iriarte se impuso en la plaza, los presos fueron liberados. Iriarte le otorgó el grado de coronel y le encomendó saquear las haciendas de Pozo y de Solís, propiedad de los carmelitas. Se unió a las fuerzas de José Mariano Jiménez en Matehuala. Después fue arrestado con los demás insurgentes en Acatita de Baján. El 11 de mayo de 1811, fue uno de los primeros en ser fusilado en la ciudad de Chihuahua.